# Трухинка (деревня)
Трухинка — деревня в Сокольском районе Вологодской области.
Входит в состав Боровецкого сельского поселения, с точки зрения административно-территориального деления — в Боровецкий сельсовет.
Расстояние по автодороге до районного центра Сокола — 8,5 км, до центра муниципального образования Обросова — 2,5 км.
По переписи 2002 года население — 2 человека.